# انتخابات پارلمانی ایسلند (۲۰۱۶)
انتخابات پارلمانی ایسلند در ۲۹ اکتبر ۲۰۱۶ انجام شد. این انتخابات قرار بود در ۲۷ آوریل ۲۰۱۷ برگزار شود اما ائتلاف حاکم ایسلند در پی تظاهرات مردمی ۲۰۱۶ علیه دولت اعلام کرد که انتخابات زودهنگام برگزار خواهدکرد.

## روش
۶۳ هم‌وند (عضو) آلثینگی (پارلمان ایسلند) با روش تناسبی و فهرست‌های بسته از میان حوزه‌های انتخابیهٔ چند نماینده که هر کدام بین ۸ تا ۱۳ کرسی دارند انتخاب می‌شوند. از میان ۶۳ کرسی، ۵۴ کرسی بر پایهٔ نتایج حوزهٔ انتخابیه به روش هوندت تخصیص می‌یابند. ۹ کرسی باقیمانده به احزابی که توانسته باشند حد نصاب انتخاباتی ۵٪ را رد کنند داده‌می‌شود.

## پیشینه
مخالفان دولت در اوایل آوریل ۲۰۱۶ در پی فاش شدن اسناد پاناما دربارهٔ معاملات مالی نخست‌وزیر وقت سیگموندور گونلاگسون (حزب ترقی) و همسرش خواستار برگزاری انتخابات زودهنگام شدند تا رأی عدم کفایت به وی داده شود. پس از آن تظاهرات‌های بزرگی برای استعفای نخست‌وزیر صورت گرفت. هر چند گونلاگسون اعلام کرده بود قصد کناره‌گیری ندارد اما علناً در ۵ آوریل استعفا داد. دفتر وی اعلام کرد که وی در مرخصی موقت به سر می‌برد. در همان روز سیگوردور اینگی جوهانسون رهبر حزب ترقی جانشین وی شد.
کمی بعد اولافور راگنار گریمسون رئیس‌جمهور ایسلند اعلام کرد که با هر دو حزب ائتلافی یعنی حزب ترقی و حزب استقلال وارد مذاکره خواهد شد تا در مورد برگزاری انتخابات جدید تصمیم‌گیری شود. احزاب مخالف همچنان برای برگزاری انتخابات زودهنگام فشار می‌آوردند. جوهانسون در ۶ آوریل اعلام کرد «انتظار می‌رود در پاییز یک انتخابات داشته باشیم.» بیارنی بِنِدیکتسون در ۱۱ اوت با احزاب مخالف دیدار کرد و پس از آن اعلام کرد که انتخابات زودهنگام در ۲۹ اکتبر ۲۰۱۶ برگزار خواهدشد.

## احزاب
آخرین مهلت احزاب برای نام‌نویسی در این انتخابات ۱۴ اکتبر بود.
احزابی که برای همه حوزه‌ها فهرست دارند
- حزب آینده روشن (فهرست A)
- حزب ترقی (فهرست B)
- حزب بازسازی (فهرست C)
- حزب استقلال (فهرست D)
- جبهه ملی ایسلند (فهرست E)
- فلوکور فولکسینس (فهرست F)
- ائتلاف سوسیال دموکراتیک (فهرست D)
- سازمان عدالت، بی‌طرفی و مردم‌سالاری (داون) (فهرست T)
- جنبش چپ سبز (فهرست V)
- حزب دزدان دریایی (فهرست P)

احزابی که برای برخی حوزه‌ها فهرست دارند
- حزب انسان‌گرا (فهرست H)
- جبهه مردم ایسلند (فهرست R)

## نظرسنجی‌ها

VG: جنبش چپ سبز SJI: ائتلاف سوسیال دموکراتیک P: حزب دزدان دریایی BF: حزب آینده روشن FSF: حزب ترقی S: حزب استقلال V: حزب بازسازی oth: دیگر احزاب

| مؤسسه                         | تاریخ انتشار    | VG     | SJÍ    | P     | BF    | FSF    | S      | V     | دیگر احزاب |
| ----------------------------- | --------------- | ------ | ------ | ----- | ----- | ------ | ------ | ----- | ---------- |
| Fréttablaðið / Stöð 2 / Vísir | ۱۲ اکتبر ۲۰۱۶   | ۱۵٫۱٪  | ۷٫۳٪   | 22.8% | ۸٫۲٪  | ۸٫۵٪   | ۲۲٫۷٪  | ۸٫۴٪  | ۷٫۰٪       |
| Fréttablaðið / Stöð 2 / Vísir | ۵ اکتبر ۲۰۱۶    | ۱۲٫۶٪  | ۸٫۸٪   | ۱۹٫۲٪ | ۶٫۹٪  | ۱۱٫۴٪  | ۲۵٫۹٪  | ۶٫۹٪  | ۸٫۳٪       |
| گالوپ                         | ۳۰ سپتامبر ۲۰۱۶ | ۱۵٫۶٪  | ۸٫۵٪   | ۲۰٫۶٪ | ۴٫۷٪  | ۸٫۲٪   | ۲۳٫۷٪  | ۱۳٫۴٪ | ۵٫۴٪       |
| Fréttablaðið / Stöð 2 / Vísir | ۲۸ سپتامبر ۲۰۱۶ | ۱۲٫۹٪  | ۵٫۹٪   | ۱۹٫۹٪ | ۳٫۶٪  | ۱۲٫۶٪  | ۳۴٫۶٪  | ۷٫۳٪  | ۳٫۲٪       |
| MMR                           | ۲۶ سپتامبر ۲۰۱۶ | ۱۱٫۵٪  | ۹٫۳٪   | 21.6% | ۴٫۹٪  | ۱۲٫۲٪  | ۲۰٫۶٪  | ۱۲٫۳٪ | ۶٫۷٪       |
| MMR                           | ۲۲ سپتامبر ۲۰۱۶ | ۱۳٫۲٪  | ۸٫۱٪   | 22.7% | ۴٫۱٪  | ۱۱٫۰٪  | ۲۲٫۷٪  | ۱۱٫۵٪ | ۶٫۷٪       |
| گالوپ                         | ۱۶ سپتامبر ۲۰۱۶ | ۱۳٫۵٪  | ۸٫۸٪   | ۲۳٫۱٪ | ۲٫۹٪  | ۹٫۴٪   | ۲۵٫۵٪  | ۱۲٫۲٪ | ۴٫۶٪       |
| Fréttablaðið / Stöð 2 / Vísir | ۸ سپتامبر ۲۰۱۶  | ۱۲٫۷٪  | ۷٫۵٪   | 29.5% | ۲٫۰٪  | ۱۰٫۷٪  | ۲۸٫۲٪  | ۶٫۷٪  | ۲٫۷٪       |
| گالوپ                         | ۶ سپتامبر ۲۰۱۶  | ۱۶٫۲٪  | ۸٫۳٪   | ۲۵٫۸٪ | ۲٫۹٪  | ۹٫۰٪   | ۲۶٫۳٪  | ۱۰٫۶٪ | ۰٫۹٪       |
| MMR                           | ۳۰ اوت ۲۰۱۶     | ۱۲٫۴٪  | ۹٫۱٪   | ۲۲٫۴٪ | ۴٫۵٪  | ۱۰٫۶٪  | ۲۴٫۶٪  | ۸٫۸٪  | ۷٫۶٪       |
| گالوپ                         | ۲۹ ژوئیه ۲۰۱۶   | ۱۶٫۸٪  | ۸٫۰٪   | ۲۵٫۳٪ | ۴٫۲٪  | ۹٫۹٪   | ۲۶٫۲٪  | ۹٫۰٪  | ۰٫۶٪       |
| MMR                           | ۲۵ ژوئیه ۲۰۱۶   | ۱۲٫۹٪  | ۸٫۴٪   | 26.8% | ۳٫۹٪  | ۸٫۳٪   | ۲۴٫۰٪  | ۹٫۴٪  | ۶٫۳٪       |
| MMR                           | ۷ ژوئیه ۲۰۱۶    | ۱۸٫۰٪  | ۱۰٫۹٪  | ۲۴٫۳٪ | ۲٫۹٪  | ۶٫۴٪   | ۲۵٫۳٪  | ۶٫۷٪  | ۵٫۴٪       |
| گالوپ                         | ۲۹ ژوئن ۲۰۱۶    | ۱۵٫۲٪  | ۸٫۲٪   | 27.9% | ۳٫۴٪  | ۱۰٫۰٪  | ۲۵٫۱٪  | ۹٫۴٪  | ۰٫۸٪       |
| Háskóli Íslands               | ۲۴ ژوئن ۲۰۱۶    | ۱۷٫۰٪  | ۹٫۰٪   | 28.0% | ۴٫۵٪  | ۹٫۵٪   | ۱۹٫۷٪  | ۹٫۷٪  | ۲٫۶٪       |
| Háskóli Íslands               | ۱۴ ژوئن ۲۰۱۶    | ۱۵٫۹٪  | ۷٫۶٪   | 29.9% | ۲٫۹٪  | ۱۱٫۱٪  | ۲۲٫۷٪  | ۹٫۱٪  | ۰٫۸٪       |
| Háskóli Íslands               | ۴ ژوئن ۲۰۱۶     | ۱۶٫۵٪  | ۷٫۲٪   | 28.3% | ۳٫۸٪  | ۱۱٫۸٪  | ۲۳٫۹٪  | ۷٫۹٪  | ۰٫۶٪       |
| گالوپ                         | ۱ ژوئن ۲۰۱۶     | ۱۶٫۸٪  | ۷٫۷٪   | ۲۷٫۴٪ | ۴٫۰٪  | ۱۰٫۲٪  | ۲۸٫۵٪  | ۴٫۳٪  | ۱٫۱٪       |
| Fréttablaðið / Stöð 2 / Vísir | ۲۷ مه ۲۰۱۶      | ۱۸٫۱٪  | ۶٫۱٪   | ۲۸٫۷٪ | ۲٫۵٪  | ۷٫۳٪   | ۳۱٫۵٪  |       | ۵٫۸٪       |
| Háskóli Íslands               | ۱۷ مه ۲۰۱۶      | ۱۸٫۹٪  | ۸٫۹٪   | ۲۵٫۸٪ | ۴٫۸٪  | ۸٫۲٪   | ۲۸٫۲٪  | ۳٫۵٪  | ۱٫۷٪       |
| MMR                           | ۱۳ مه ۲۰۱۶      | ۱۵٫۸٪  | ۷٫۵٪   | 31.0% | ۴٫۹٪  | ۱۰٫۴٪  | ۲۶٫۳٪  |       | ۲٫۵٪       |
| Fréttablaðið                  | ۱۲ مه ۲۰۱۶      | ۱۹٫۸٪  | ۷٫۴٪   | ۳۰٫۳٪ | ۳٫۱٪  | ۶٫۵٪   | ۳۱٫۱٪  |       | ۱٫۸٪       |
| Fréttablaðið                  | ۶ مه ۲۰۱۶       | ۱۴٫۰٪  | ۸٫۴٪   | 31.8% | ۴٫۰٪  | ۸٫۳٪   | ۲۹٫۹٪  |       | ۳٫۶٪       |
| MMR                           | ۳ مه ۲۰۱۶       | ۱۴٫۰٪  | ۹٫۷٪   | 28.9% | ۳٫۴٪  | ۱۱٫۲٪  | ۲۷٫۸٪  |       | ۵٫۰٪       |
| گالوپ                         | ۳۰ آوریل ۲۰۱۶   | ۱۸٫۴٪  | ۸٫۳٪   | ۲۶٫۶٪ | ۵٫۲٪  | ۱۰٫۵٪  | ۲۷٫۰٪  | ۳٫۵٪  | ۰٫۵٪       |
| گالوپ                         | ۱۳ آوریل ۲۰۱۶   | ۱۹٫۸٪  | ۹٫۰٪   | 29.3% | ۵٫۰٪  | ۶٫۹٪   | ۲۶٫۷٪  | ۲٫۷٪  | ۰٫۶٪       |
| Háskóli Íslands               | ۸ آوریل ۲۰۱۶    | ۱۴٫۷٪  | ۹٫۵٪   | 30.9% | ۴٫۸٪  | ۱۲٫۹٪  | ۲۳٫۳٪  |       | ۳٫۹٪       |
| Maskína                       | ۸ آوریل ۲۰۱۶    | ۲۰٫۰٪  | ۷٫۲٪   | 34.2% | ۵٫۲٪  | ۹٫۴٪   | ۲۱٫۳٪  |       | ۲٫۷٪       |
| گالوپ                         | ۷ آوریل ۲۰۱۶    | ۱۶٫۷٪  | ۷٫۶٪   | 32.4% | ۵٫۶٪  | ۱۰٫۸٪  | ۲۱٫۹٪  | ۳٫۳٪  | ۱٫۷٪       |
| MMR                           | ۶ آوریل ۲۰۱۶    | ۱۲٫۸٪  | ۹٫۹٪   | 36.7% | ۵٫۸٪  | ۸٫۷٪   | ۲۲٫۵٪  |       | ۳٫۶٪       |
| Fréttablaðið                  | ۵ آوریل ۲۰۱۶    | ۱۱٫۲٪  | ۱۰٫۲٪  | 43.0% | ۳٫۸٪  | ۷٫۹٪   | ۲۱٫۶٪  |       | ۲٫۳٪       |
| Háskóli Íslands               | ۵ آوریل ۲۰۱۶    | ۱۴٫۹٪  | ۸٫۱٪   | 39.4% | ۴٫۴٪  | ۱۰٫۰٪  | ۱۸٫۸٪  |       | ۴٫۴٪       |
| گالوپ                         | ۳۱ مارس ۲۰۱۶    | ۱۱٫۰٪  | ۹٫۵٪   | 36.1% | ۳٫۲٪  | ۱۲٫۰٪  | ۲۳٫۲٪  | ۲٫۱٪  | ۲٫۹٪       |
| MMR                           | ۱۸ مارس ۲۰۱۶    | ۹٫۳٪   | ۹٫۲٪   | 38.3% | ۴٫۲٪  | ۱۲٫۴٪  | ۲۲٫۹٪  |       | ۳٫۴٪       |
| Fréttablaðið                  | ۹ مارس ۲۰۱۶     | ۸٫۴٪   | ۸٫۲٪   | 38.1% | ۱٫۸٪  | ۱۲٫۸٪  | ۲۷٫۶٪  |       | ۳٫۱٪       |
| MMR                           | ۲ مارس ۲۰۱۶     | ۷٫۸٪   | ۷٫۸٪   | 37.0% | ۴٫۲٪  | ۱۲٫۸٪  | ۲۳٫۴٪  |       | ۷٪         |
| گالوپ                         | ۲ مارس ۲۰۱۶     | ۱۰٫۸٪  | ۹٫۷٪   | 35.9% | ۳٫۳٪  | ۱۱٫۰٪  | ۲۳٫۷٪  |       | ۵٫۶٪       |
| گالوپ                         | ۲ فوریه ۲۰۱۶    | ۱۰٫۸٪  | ۹٫۲٪   | 35.3% | ۳٫۶٪  | ۱۲٫۰٪  | ۲۴٫۴٪  |       | ۴٫۷٪       |
| MMR                           | ۲ فوریه ۲۰۱۶    | ۱۱٫۰٪  | ۹٫۴٪   | 35.6% | ۴٫۴٪  | ۱۲٫۲٪  | ۲۱٫۱٪  |       | ۵٫۹٪       |
| Fréttablaðið                  | ۳۰ ژانویه ۲۰۱۶  | ۹٫۶٪   | ۹٫۹٪   | 41.8% | ۱٫۶٪  | ۱۰٫۲٪  | ۲۳٫۲٪  |       | ۳٫۷٪       |
| گالوپ                         | ۲ ژانویه ۲۰۱۶   | ۱۰٫۲٪  | ۱۰٫۴٪  | 33.1% | ۴٫۲٪  | ۱۲٫۰٪  | ۲۵٫۲٪  |       | ۴٫۹٪       |
| MMR                           | ۱۸ دسامبر ۲۰۱۵  | ۱۱٫۴٪  | ۱۲٫۹٪  | 34.9% | ۵٫۳٪  | ۱۱٫۵٪  | ۲۰٫۶٪  |       | ۳٫۴٪       |
| گالوپ                         | ۴ دسامبر ۲۰۱۵   | ۱۱٫۴٪  | ۱۰٫۱٪  | 32.9% | ۳٫۹٪  | ۱۲٫۰٪  | ۲۴٫۸٪  |       | ۴٫۹٪       |
| MMR                           | ۱۶ نوامبر ۲۰۱۵  | ۹٫۹٪   | ۱۰٫۵٪  | 35.3% | ۴٫۶٪  | ۱۰٫۸٪  | ۲۳٫۷٪  |       | ۵٫۲٪       |
| گالوپ                         | ۴ نوامبر ۲۰۱۵   | ۱۱٫۱٪  | ۱۰٫۶٪  | 35.5% | ۴٫۶٪  | ۹٫۶٪   | ۲۴٫۶٪  |       | ۴٫۴٪       |
| MMR                           | ۲۱ اکتبر ۲۰۱۵   | ۱۱٫۸٪  | ۱۱٫۳٪  | 34.2% | ۶٫۵٪  | ۱۰٫۴٪  | ۲۱٫۷٪  |       | ۴٫۱٪       |
| گالوپ                         | ۲ اکتبر ۲۰۱۵    | ۱۰٫۶٪  | ۱۰٫۱٪  | 34.6% | ۵٫۶٪  | ۱۰٫۱٪  | ۲۴٫۴٪  |       | ۴٫۶٪       |
| MMR                           | ۳ سپتامبر ۲۰۱۵  | ۹٫۶٪   | ۱۰٫۶٪  | 33.0% | ۵٫۸٪  | ۱۱٫۴٪  | ۲۵٫۳٪  |       | ۴٫۳٪       |
| گالوپ                         | ۱ سپتامبر ۲۰۱۵  | ۱۱٫۸٪  | ۹٫۳٪   | 35.9% | ۴٫۴٪  | ۱۱٫۱٪  | ۲۱٫۷٪  |       | ۵٫۸٪       |
| گالوپ                         | ۷ اوت ۲۰۱۵      | ۸٫۹٪   | ۱۲٫۲٪  | 32.3% | ۵٫۰٪  | ۱۲٫۴٪  | ۲۴٫۰٪  |       | ۵٫۲٪       |
| MMR                           | ۴ اوت ۲۰۱۵      | ۱۰٫۲٪  | ۹٫۶٪   | 35.0% | ۴٫۴٪  | ۱۲٫۲٪  | ۲۳٫۱٪  |       | ۵٫۵٪       |
| MMR                           | ۳۰ ژوئن ۲۰۱۵    | ۱۲٫۰٪  | ۹٫۳٪   | 33.2% | ۵٫۶٪  | ۱۰٫۶٪  | ۲۳٫۸٪  |       | ۵٫۵٪       |
| Rúv                           | ۲۹ ژوئن ۲۰۱۵    | ۱۰٫۳٪  | ۱۱٫۴٪  | 32.0% | ۶٫۴٪  | ۱۱٫۳٪  | ۲۴٫۵٪  |       | ۴٫۱٪       |
| MMR                           | ۲۵ ژوئن ۲۰۱۵    | ۱۰٫۵٪  | ۱۱٫۶٪  | 32.4% | ۶٫۸٪  | ۱۰٫۰٪  | ۲۳٫۳٪  |       | ۵٫۴٪       |
| FBL                           | ۱۹ ژوئن ۲۰۱۵    | ۷٫۳٪   | ۱۱٫۱٪  | 37.5% | ۳٫۳٪  | ۸٫۵٪   | ۲۹٫۵٪  |       | ۲٫۸٪       |
| MMR                           | ۱۶ ژوئن ۲۰۱۵    | ۱۱٫۱٪  | ۱۱٫۸٪  | 34.5% | ۶٫۷٪  | ۱۱٫۳٪  | ۲۱٫۲٪  |       | ۳٫۵٪       |
| گالوپ                         | ۱ ژوئن ۲۰۱۵     | ۹٫۸٪   | ۱۲٫۴٪  | 34.1% | ۷٫۴٪  | ۸٫۹٪   | ۲۳٫۰٪  |       | ۴٫۳٪       |
| MMR                           | ۲۶ مه ۲۰۱۵      | ۱۰٫۴٪  | ۱۳٫۱٪  | 32.7% | ۶٫۳٪  | ۸٫۶٪   | ۲۳٫۱٪  |       | ۵٫۶٪       |
| MMR                           | ۴ مه ۲۰۱۵       | ۱۰٫۸٪  | ۱۰٫۷٪  | 32.0% | ۸٫۳٪  | ۱۰٫۸٪  | ۲۱٫۹٪  |       | ۵٫۵٪       |
| گالوپ                         | ۳۰ آوریل ۲۰۱۵   | ۱۰٫۶٪  | ۱۴٫۱٪  | 30.1% | ۷٫۸٪  | ۱۰٫۱٪  | ۲۲٫۹٪  |       | ۴٫۴٪       |
| گالوپ                         | ۳۰ مارس ۲۰۱۵    | ۱۰٫۱٪  | ۱۵٫۸٪  | ۲۱٫۷٪ | ۱۰٫۹٪ | ۱۰٫۸٪  | ۲۵٫۰٪  |       | ۵٫۷٪       |
| Kjarninn                      | ۲۶ مارس ۲۰۱۵    | ۱۰٫۲٪  | ۱۶٫۱٪  | ۲۳٫۶٪ | ۱۰٫۱٪ | ۱۱٫۰٪  | ۲۴٫۸٪  |       | ۴٫۲٪       |
| MMR                           | ۲۱ مارس ۲۰۱۵    | ۹٫۰٪   | ۱۶٫۳٪  | 29.1% | ۹٫۰٪  | ۱۱٫۶٪  | ۲۳٫۴٪  |       | ۱٫۷٪       |
| MMR                           | ۱۸ مارس ۲۰۱۵    | ۱۰٫۸٪  | ۱۵٫۵٪  | 23.9% | ۱۰٫۳٪ | ۱۱٫۰٪  | ۲۳٫۴٪  |       | ۵٫۱٪       |
| Fréttablaðið                  | ۱۱ مارس ۲۰۱۵    | ۱۰٫۴٪  | ۱۶٫۱٪  | ۲۱٫۹٪ | ۹٫۲٪  | ۱۰٫۱٪  | ۲۸٫۰٪  |       | ۴٫۳٪       |
| Rúv                           | ۲ مارس ۲۰۱۵     | ۱۱٫۲٪  | ۱۷٫۱٪  | ۱۵٫۲٪ | ۱۳٫۳٪ | ۱۱٫۰٪  | ۲۶٫۱٪  |       | ۶٫۱٪       |
| MMR                           | ۱۹ فوریه ۲۰۱۵   | ۱۲٫۹٪  | ۱۴٫۵٪  | ۱۲٫۸٪ | ۱۵٫۰٪ | ۱۳٫۱٪  | ۲۵٫۵٪  |       | ۶٫۲٪       |
| گالوپ                         | ۳ فوریه ۲۰۱۵    | ۱۱٫۰٪  | ۱۸٫۰٪  | ۱۲٫۰٪ | ۱۳٫۰٪ | ۱۳٫۰٪  | ۲۷٫۰٪  |       | ۶٫۰٪       |
| MMR                           | ۱۴ ژانویه ۲۰۱۵  | ۱۱٫۹٪  | ۱۵٫۹٪  | ۱۲٫۸٪ | ۱۶٫۹٪ | ۹٫۴٪   | ۲۷٫۳٪  |       | ۵٫۸٪       |
| Mbl                           | ۱۶ دسامبر ۲۰۱۴  | ۱۱٫۶٪  | ۱۶٫۱٪  | ۱۱٫۴٪ | ۱۶٫۲٪ | ۱۱٫۰٪  | ۲۹٫۰٪  |       | ۴٫۷٪       |
| Fréttablaðið                  | ۱۷ نوامبر ۲۰۱۴  | ۱۳٫۱٪  | ۱۹٫۲٪  | ۹٫۲٪  | ۱۲٫۵٪ | ۱۲٫۸٪  | ۳۲٫۹٪  |       |            |
| MMR                           | ۴ نوامبر ۲۰۱۴   | ۱۰٫۷٪  | ۱۶٫۱٪  | ۱۱٫۳٪ | ۱۸٫۶٪ | ۱۲٫۳٪  | ۲۳٫۶٪  |       | ۷٫۴٪       |
| گالوپ                         | ۳ اکتبر ۲۰۱۴    | ۱۳٫۰٪  | ۱۹٫۰٪  | ۷٫۰٪  | ۱۶٫۰٪ | ۱۲٫۰٪  | ۲۷٫۰٪  |       |            |
| MMR                           | ۸ سپتامبر ۲۰۱۴  | ۱۰٫۴٪  | ۱۶٫۹٪  | ۹٫۲٪  | ۱۷٫۸٪ | ۱۱٫۳٪  | ۲۸٫۲٪  |       | ۶٫۲٪       |
| MMR                           | ۲۸ اوت ۲۰۱۴     | ۹٫۶٪   | ۲۰٫۳٪  | ۱۰٫۳٪ | ۱۷٫۶٪ | ۹٫۶٪   | ۲۶٫۶٪  |       | ۶٫۰٪       |
| MMR                           | ۳۱ ژوئیه ۲۰۱۴   | ۱۱٫۶٪  | ۱۷٫۰٪  | ۹٫۶٪  | ۱۹٫۲٪ | ۱۱٫۸٪  | ۲۴٫۱٪  |       | ۶٫۷٪       |
| MMR                           | ۲۴ ژوئن ۲۰۱۴    | ۱۱٫۴٪  | ۱۶٫۵٪  | ۸٫۳٪  | ۲۱٫۸٪ | ۱۱٫۴٪  | ۲۵٫۰٪  |       | ۵٫۶٪       |
| MMR                           | ۱۳ مه ۲۰۱۴      | ۱۱٫۶٪  | ۱۶٫۴٪  | ۹٫۶٪  | ۱۹٫۴٪ | ۱۲٫۳٪  | ۲۲٫۱٪  |       | ۸٫۶٪       |
| MMR                           | ۲ مه ۲۰۱۴       | ۱۱٫۷٪  | ۱۷٫۴٪  | ۹٫۰٪  | ۱۵٫۵٪ | ۱۴٫۱٪  | ۲۵٫۱٪  |       | ۷٫۲٪       |
| MMR                           | ۱۴ آوریل ۲۰۱۴   | ۱۱٫۵٪  | ۱۵٫۱٪  | ۱۱٫۰٪ | ۱۷٫۱٪ | ۱۴٫۴٪  | ۲۳٫۹٪  |       | ۷٫۰٪       |
| MMR                           | ۳ مارس ۲۰۱۴     | ۱۰٫۴٪  | ۱۴٫۰٪  | ۹٫۳٪  | ۱۶٫۴٪ | ۱۴٫۶٪  | ۲۹٫۰٪  |       | ۵٫۶٪       |
| RÚV                           | ۲۷ فوریه ۲۰۱۴   | ۱۳٫۰٪  | ۱۶٫۸٪  | ۹٫۸٪  | ۱۵٫۸٪ | ۱۵٫۳٪  | ۲۳٫۷٪  |       | ۵٫۶٪       |
| Capacent                      | ۱ فوریه ۲۰۱۴    | ۱۲٫۷٪  | ۱۴٫۹٪  | ۸٫۱٪  | ۱۴٫۲٪ | ۱۸٫۳٪  | ۲۶٫۹٪  |       |            |
| MMR                           | ۲۲ ژانویه ۲۰۱۴  | ۱۱٫۰٪  | ۱۷٫۱٪  | ۶٫۹٪  | ۱۵٫۹٪ | ۱۷٫۰٪  | ۲۶٫۳٪  |       | ۵٫۶٪       |
| Capacent                      | ۲۴ دسامبر ۲۰۱۳  | ۱۳٫۳٪  | ۱۵٫۱٪  | ۱۰٫۷٪ | ۱۳٫۱٪ | ۱۶٫۴٪  | ۲۵٫۳٪  |       |            |
| MMR                           | ۳۰ نوامبر ۲۰۱۳  | ۱۲٫۶٪  | ۱۳٫۸٪  | ۹٫۰٪  | ۱۵٫۲٪ | ۱۵٫۰٪  | ۲۶٫۸٪  |       |            |
| نتیجه ۲۰۱۳                    | ۲۸ آوریل ۲۰۱۳   | ۱۰٫۸۷٪ | ۱۲٫۸۵٪ | ۵٫۱۰٪ | ۸٫۲۵٪ | ۲۴٫۴۳٪ | ۲۶٫۷۰٪ |       |            |
| مؤسسه                         | تاریخ انتشار    | VG     | SJÍ    | P     | BF    | FSF    | S      | V     | دیگر احزاب |